# Berberomeloe majalis
Berberomeloe majalis, conhecido por vaca-louca ou arrebenta-bois, é um inseto do género Berberomeloe, na família dos escaravelhos. É nativa da bacia do Mediterrâneo Ocidental.

## Descrição

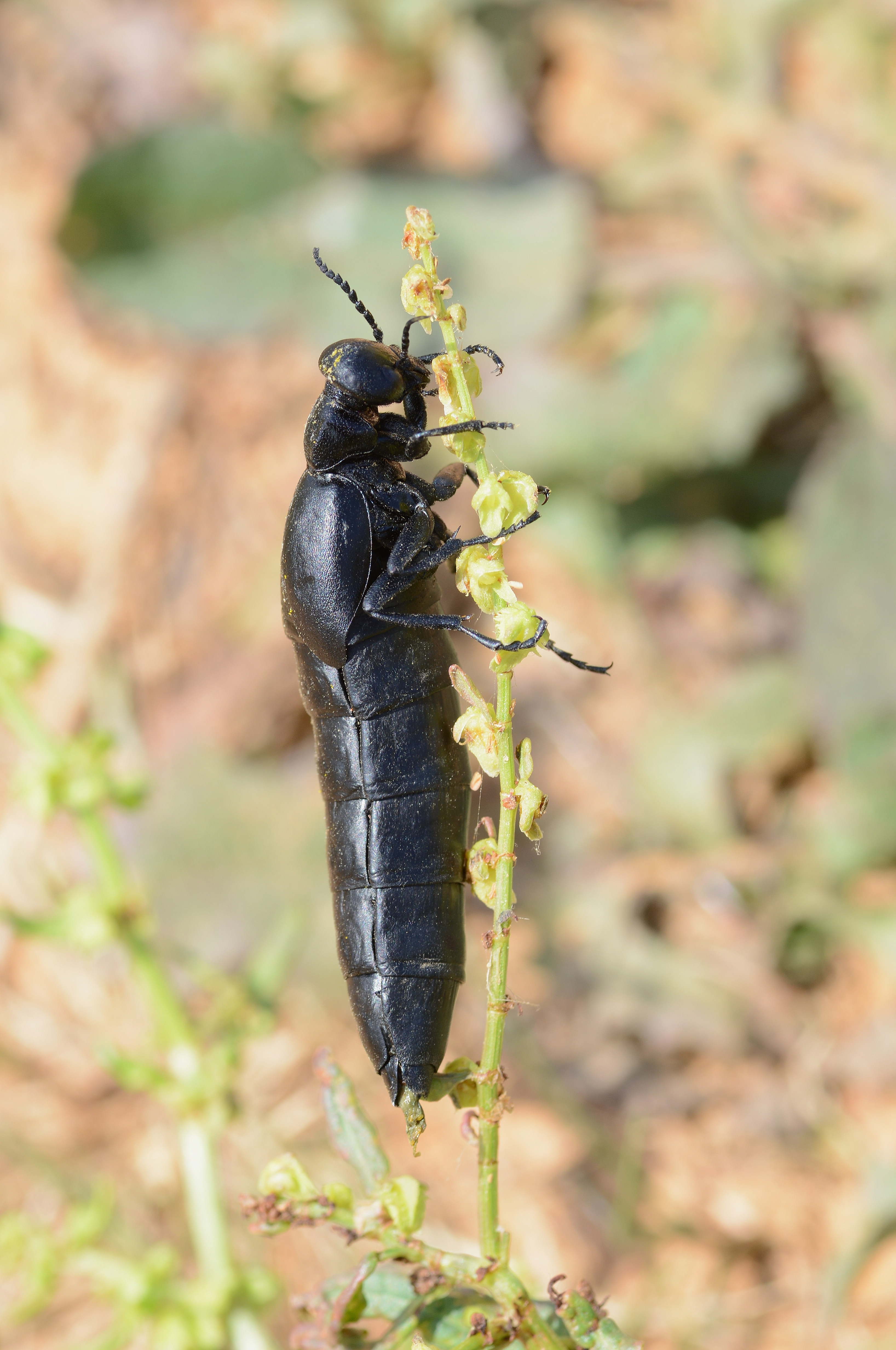
Exemplar totalmente preto de Berberomeloe majalis, Portugal

Tem um comprimento típico em torno de 5 cm. O seu grande tamanho e as faixas vermelhas brilhantes ao redor do corpo tornam-no inconfundível. Sua coloração é aposemática, refletindo a sua capacidade de esguichar um líquido cáustico ao ser atacado, assim como outros escaravelhos da família Meloidae. Na Espanha, no entanto, este escaravelho pode ser encontrado em uma grande variação de colorações. Populações de espécimes inteiramente pretos, sem nenhuma marcação vermelha, encontram-se espalhadas por grande parte da área de distribuição do B. majalis. Estas populações ocorrem frequentemente junto de populações de espécimes listrados de vermelho, mas ambas as morfologias parecem espacialmente segregadas e nenhuma série mista foi encontrada. Os espécimes inteiramente pretos e os listrados de vermelho são igualmente venenosos.

## Distribuição ehabitat
São encontrados em locais secos de Portugal e nas regiões mediterrâneas da Espanha e do Norte da África, do Marrocos à Tunísia. Preferem locais ensolarados e secos, em campo aberto ou em bosques com pouca cobertura arbórea. Podem encontrar-se desde o nível do mar até altitudes de até 3.000 metros, na Serra Nevada.

## Ecologia
A imago se alimenta de pólen. As larvas são exclusivamente parasitas, vivendo principalmente em ninhos de abelhas selvagens solitárias. A fêmea põe entre 2 000 e 10 000 ovos, mas a maioria não atinge a maturidade por falta de alimento ou predação. Em contraste com o adulto, as larvas têm apenas cerca de 3 mm de comprimento e o seu desenvolvimento ocorre por hipermetamorfose. Os vários estágios larvais são, portanto, de formas diferentes. Ao contrário das larvas dos escaravelhos do género Meloe, a larva do primeiro estágio não se agarra a potenciais hospedeiros, mas procura ativamente um hospedeiro. Depois de consumir os ovos, o néctar e pólen armazenados no ninho da abelha, a larva abandona-a. Nessa fase, mudam de pele novamente e emergem com as patas traseiras formadas. A partir desse estágio, transformam-se em pupas e emergem da crisálida como adultos. Se a larva acidentalmente seleciona uma abelha social como hospedeira, acaba por morrer na colmeia.